# Nadira Ait Oumghar
Nadira Ait Oumghar (ur. 9 października 1994) – algierska siatkarka, reprezentantka kraju grająca jako środkowa. Obecnie występuje w drużynie Seddouk Volley-ball Béjaïa.